# 稲荷口駅
稲荷口駅（いなりぐちえき）は、愛知県豊川市駅前通三丁目にある、名古屋鉄道豊川線の駅。駅番号はTK03。

## 歴史
開業時から無人駅である。豊川線内で最も利用者が少ないため、かつては正月期間以外でも一部の列車が通過し、これを準急と称していた。
- 1954年（昭和29年）4月1日 - 開業。
- 1982年（昭和57年）12月15日 - 閉塞方式変更に伴い列車の通行を右側通行から左側通行に変更[3]。
- 2005年（平成17年）12月14日 - 駅集中管理システム開始及びトランパス導入。
- 2011年（平成23年）2月11日 - ICカード乗車券「manaca」供用開始。
- 2012年（平成24年）2月29日 - トランパス供用終了。

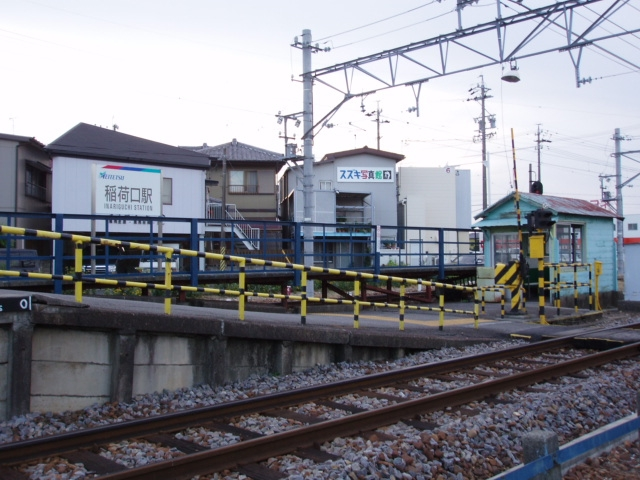
トランパス導入前

## 駅構造
交換設備を備えた島式ホーム1面2線の地上駅。駅舎へは踏切を渡って入る構造となっている。
駅集中管理システム（管理駅は国府駅）が導入された無人駅である。なお車椅子利用の際の連絡先は東岡崎駅である。駅集中管理システム導入以前から無人駅となっており、当時はホームのみの純粋たる無人駅であった。
分岐器はスプリングポイントのため、通過列車（現在はなし）で行き違いがない場合でも必ず左側通行となり、下り列車には駅進入・発車時に25km/hの速度制限がかかる（上りは35km/h）。全線開通前は一時期終点であったため構内が長く取られており、一般道の踏切も2箇所ある。1番線の諏訪町方出発信号機は当駅折り返し列車用であるが、長い間赤が点灯したままとなっている。
| 番線 | 路線      | 方向 | 行先                         |
| ---- | --------- | ---- | ---------------------------- |
| 1    | TK 豊川線 | 上り | 豊川稲荷ゆき                 |
| 2    | TK 豊川線 | 下り | 国府・東岡崎・名鉄名古屋方面 |

南側には2番線の豊川稲荷駅方から分岐する留置線があったが、ほとんど使用されることなく1990年代に順次撤去されている。
ホーム上屋部材の一部には隣駅の豊川稲荷駅とともに、1897年カーネギー鉄鋼会社製のレールが使用されている。

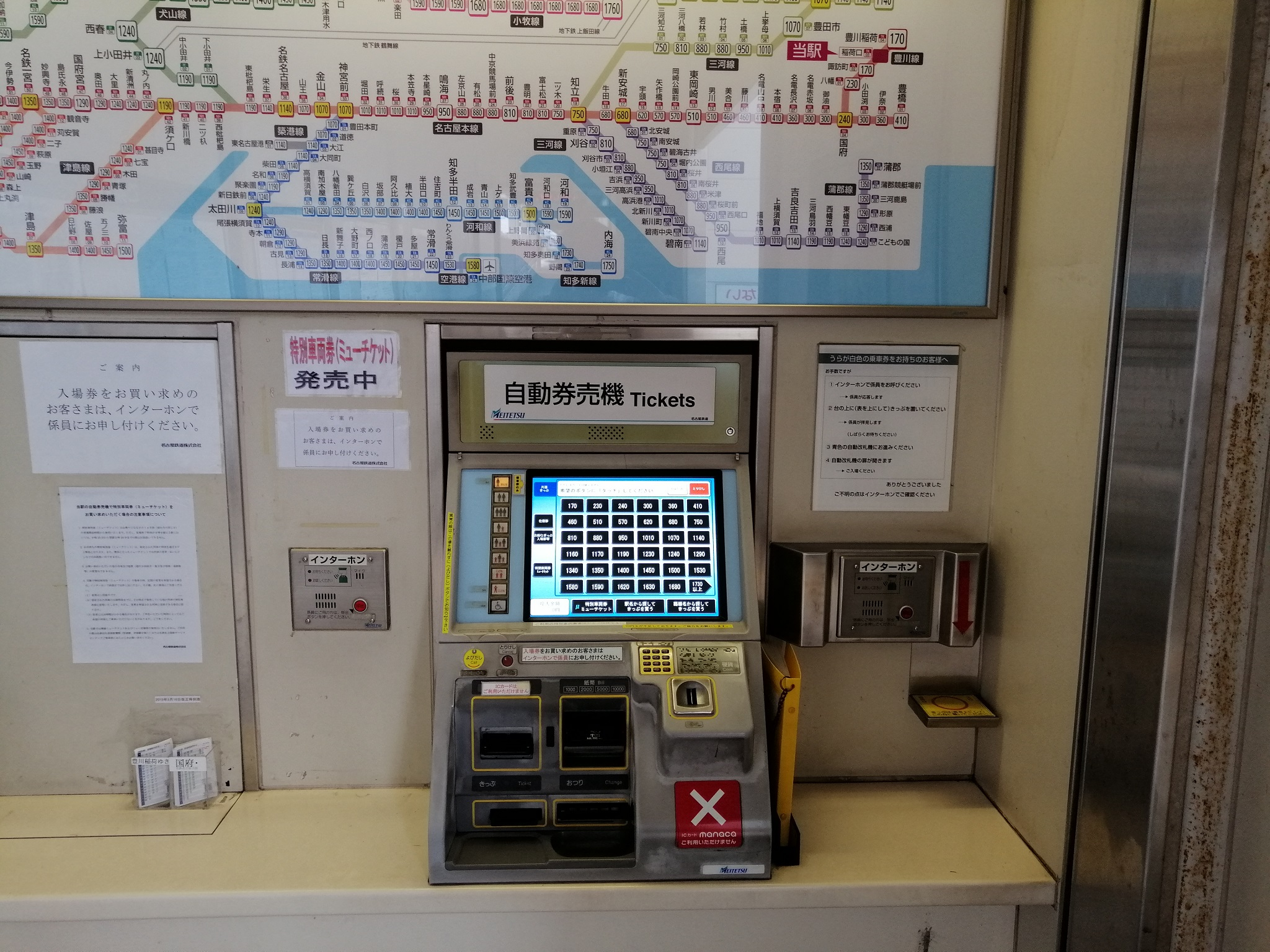
自動券売機
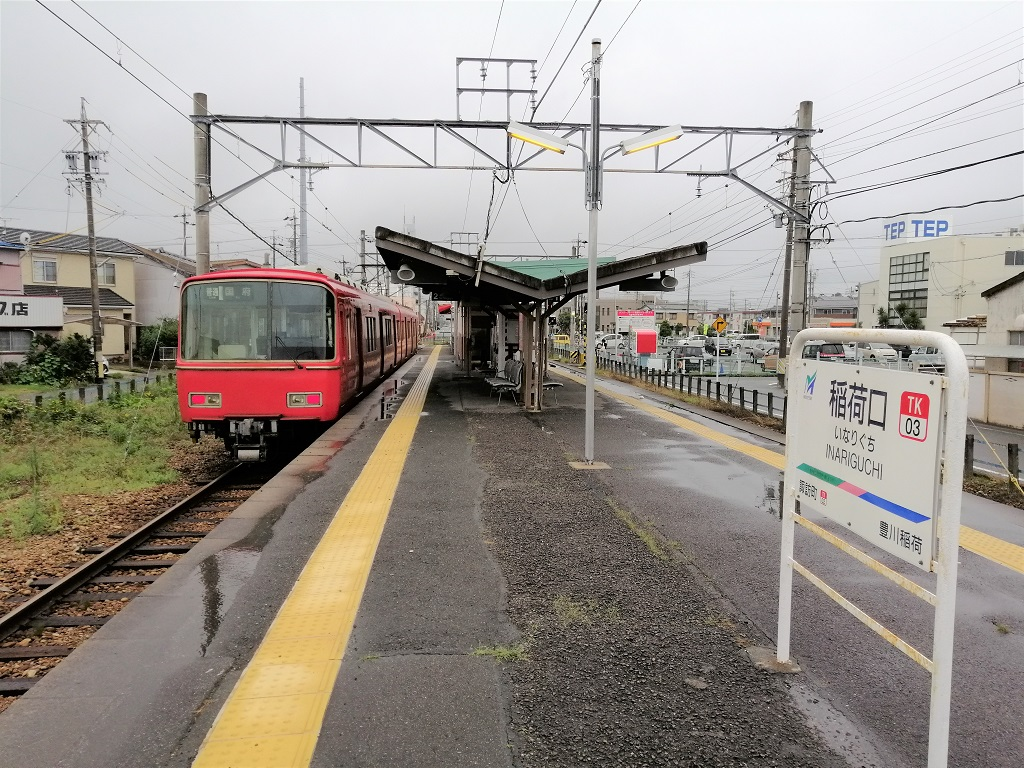
ホーム
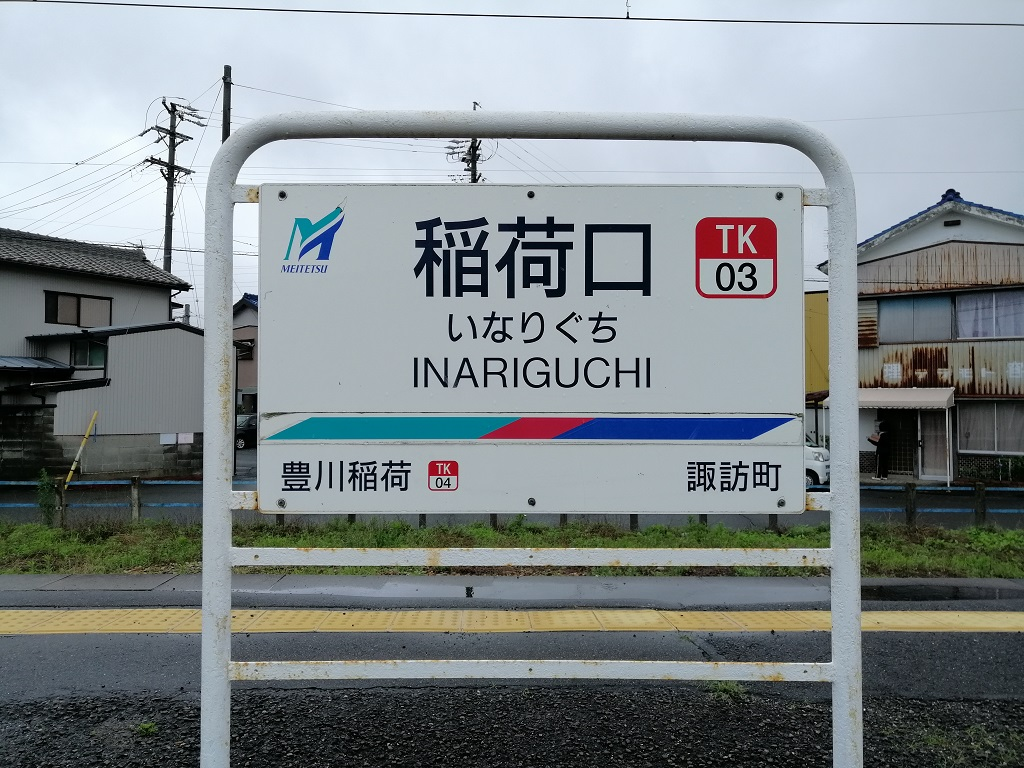
駅名標

### 配線図
| ← 豊川稲荷駅 | 稲荷口駅 構内配線略図 | → 国府・ 名古屋方面 |
| 凡例 出典:   |                       |                     |

## 利用状況
- 『移動等円滑化取組報告書』によると、2019年度の1日平均乗降人員は1,045人である[1]。
- 『名鉄120年：近20年のあゆみ』によると2013年度当時の1日平均乗降人員は943人であり、この値は名鉄全駅（275駅）中230位、 豊川線（5駅）中5位であった[9]。
- 『名古屋鉄道百年史』によると1992年度当時の1日平均乗降人員は653人であり、この値は岐阜市内線均一運賃区間内各駅（岐阜市内線・田神線・美濃町線徹明町駅 - 琴塚駅間）を除く名鉄全駅（342駅）中259位、 豊川線（5駅）中5位であった[10]。

『愛知県統計年鑑』、『豊川市の統計』各号によると、一日平均乗車人員の推移は以下の通りである。
| 年                 | 乗車人員 | 乗車人員 | 備考   |
| 年                 | 総数     | 定期     | 備考   |
| ------------------ | -------- | -------- | ------ |
| 1978（昭和53）年度 | 146      | 97       | [ 11 ] |
| 1979（昭和54）年度 | 181      | 128      | [ 12 ] |
| 1980（昭和55）年度 | 213      | 160      | [ 13 ] |
| 1981（昭和56）年度 | 236      | 184      | [ 14 ] |
| 1982（昭和57）年度 | 241      | 188      | [ 15 ] |
| 1983（昭和58）年度 | 243      | 175      | [ 16 ] |
| 1984（昭和59）年度 | 255      | 188      | [ 17 ] |
| 1985（昭和60）年度 | 258      | 205      | [ 18 ] |
| 1986（昭和61）年度 | 279      | 222      | [ 19 ] |
| 1987（昭和62）年度 | 286      | 230      | [ 20 ] |
| 1988（昭和63）年度 | 316      | 261      | [ 21 ] |
| 1989（平成元）年度 | 328      | 270      | [ 22 ] |
| 1990（平成02）年度 | 329      | 273      | [ 23 ] |
| 1991（平成03）年度 | 330      | 275      | [ 24 ] |
| 1992（平成04）年度 | 325      | 252      | [ 25 ] |
| 1993（平成05）年度 | 340      | 266      | [ 26 ] |
| 1994（平成06）年度 | 349      | 270      | [ 27 ] |
| 1995（平成07）年度 | 348      | 270      | [ 28 ] |
| 1996（平成08）年度 | 381      | 302      | [ 29 ] |
| 1997（平成09）年度 | 367      | 290      | [ 30 ] |
| 1998（平成10）年度 | 352      | 271      | [ 31 ] |
| 1999（平成11）年度 | 320      | 238      | [ 32 ] |
| 2000（平成12）年度 | 324      | 241      | [ 33 ] |
| 2001（平成13）年度 | 322      | 237      | [ 34 ] |
| 2002（平成14）年度 | 319      | 230      | [ 35 ] |
| 2003（平成15）年度 | 312      | 222      | [ 36 ] |
| 2004（平成16）年度 | 329      | 241      | [ 37 ] |
| 2005（平成17）年度 | 352      | 250      | [ 38 ] |
| 2006（平成18）年度 | 414      | 262      | [ 39 ] |
| 2007（平成19）年度 | 403      | 251      | [ 40 ] |
| 2008（平成20）年度 | 430      | 276      | [ 41 ] |
| 2009（平成21）年度 | 434      | 293      | [ 42 ] |
| 2010（平成22）年度 | 420      | 274      | [ 43 ] |
| 2011（平成23）年度 |          |          |        |
| 2012（平成24）年度 |          |          |        |
| 2013（平成25）年度 | 472      |          | [ 44 ] |
| 2014（平成26）年度 | 472      |          | [ 44 ] |
| 2015（平成27）年度 | 475      |          | [ 44 ] |
| 2016（平成28）年度 | 476      |          | [ 44 ] |
| 2017（平成29）年度 | 494      |          | [ 44 ] |

豊川線の駅では最も利用客が少ないが、近年は増加傾向である。

## 駅周辺
- 豊川稲荷 ※正式名称は豊川閣妙厳寺
- フィール豊川店
- サンヨネ 豊川店
- DCM豊川東店
- ライトオン豊川店
- ジーンズショップヤマト豊川店
- ハローワーク豊川
- 豊川年金事務所
- 豊川高等学校 ※豊川稲荷駅からより若干近い
- 美和通
- 千歳通
- 駅前通

## 隣の駅
名古屋鉄道
TK 豊川線
□快速特急・■特急・■急行・■準急・■普通
諏訪町駅（TK02） - 稲荷口駅（TK03） - 豊川稲荷駅（TK04）